# Ametista do Sul
Ametista do Sul egy község (município) Brazíliában, Rio Grande do Sul államban. Nevét ametisztbányáiról kapta; az „ametiszt fővárosának” nevezik, gazdaságának 75%-át a bányászat teszi ki. 2020-ban a község népességét 7396 főre becsülték.

## Története
Brazília a világ egyik legfontosabb drágakő-termelője, ezek közül is kiemelkedik az achát és ametiszt termelése. A Föld legnagyobb ametiszt-lelőhelye Rio Grande do Sul állam északi részén van, Ametista do Sul, Frederico Westphalen, Iraí és Planalto községek területén. A dombos, zord, sűrű erdővel borított vidéket azonban csak az 1930-as években kezdték feltárni, miután néhány vadász és farmer drágaköveket talált a földben és a folyókban.
Az 1940-es években megnőtt az érdeklődés a bányászat iránt a drágakövek értéke miatt. A mai Ametista do Sul területére Palmeira das Missões és Santa Bárbara do Sul községekből érkeztek az első telepesek, és falut alapítottak Cordillera néven, melynek neve hamarosan São Gabrielre változott. Később olaszok is érkeztek Caxias do Sulból. Az 1950-es évek közepén már helyi vállalkozás és iskola működött, és felépítették a Gábriel arkangyalnak szentelt katolikus templomot (Igreja São Gabriel Arcanjo). A drágakő-termelés az 1970-es években érte el tetőpontját; a külszíni fejtés helyett tárnákat létesítettek, ahol ametisztet, citrint, achátot és gipszet bányásztak. Megjelentek a nagy kereskedelmi cégek, bányagépek érkeztek, számos új lakos telepedett le, az egykori falu pedig mindinkább egy város kinézetét öltötte (áram-, víz- és telefonszolgáltatás, sugárutak, iskolák, kórház stb).
Ami a közigazgatást illeti, 1958-ban Iraí kerületének nyilvánították, majd az Iraíból kiváló Planalto része lett. 1992-ben kivált Planaltoból és független községgé alakult Ametista do Sul néven; Iraí és Rodeio Bonito egy részét is magába foglalva.

## Leírása
Székhelye Ametista do Sul, második kerülete São Valentim da Gruta. A község területén 136 működő bánya van, és havi 200 tonna drágakövet termelnek. Az „ametiszt világfővárosának” nevezik (Capital Mundial da Pedra Ametista), a 2010-es években 1400 lakos dolgozott a bányaiparban, és a község gazdaságának 75%-át a bányászat tette ki.
A település látványossága a főtéren álló, 50 m2 alapterületű piramis, amelynek belsejét ametiszt díszíti, és ahova évente 20 000, ezotéria iránt fogékony turista érkezik, hogy „megújítsák a lelkükek a kövek ereje által”. A piramissal szemben áll a Gábriel arkangyal-templom, amelynek belsejét szintén ametiszt díszíti.